# کیقباد سوم
کی‌قباد سوم سلطان سلجوقیان روم در میان سال‌های ۱۲۹۸ و ۱۳۰۲ میلادی بود که در بین ترکمن ها حامی بسیاری داشت. او فرزند پسری خواهر سلطان عزل‌شدهٔ سلجوقی، کیکاووس دوم بود.

## تاریخ
در زمان علاءالدین کی قباد سوم که در آناتولی بی نظمی پدیدار شد، مغول ها او را از سلطنت عزل نمودند و به جای او بر تخت نشستند  از مسعود دوم عبور نمودن. بعد از برکناری علاءالدین کی قباد سوم، او را به تبریز دادرسی و به اعدام متهم نمودند. ولی به علت اینکه همسر کی قباد سوم از دودمان مغولان بود، جانش را بخشودند. غازان خان به او دستور داد در اصفهان ساکن گردد و کل هزینه او را بپردازد.
علاءالدین کی قباد سوم به علت سخن های تند به یکی از افرادش از جانب همان افرادش با ضربه ای چاقو به قتل می رسد. کی قباد سوم در زمانی که علاءالدین کیقباد بر تخت شاهی  نشسته بود، به علت سرزمین گشایی به عثمان یکم لقب آزادگی داد. گرچه تاریخ بخشش عنوان ریشه به عثمان غازی به شکل دقیق معلوم نیست، ولی این تاریخ تحت عنوان تاریخ پایه گذاری امپراتوری عثمانی قبول گردیده است، چون نیروهای عثمان یکم اینه گول و دور تا دور آن را در سال ۱۲۹۹ فتح نمودند. .